# Nicola Carlesi
Nicola Carlesi (Pisa, 15 luglio 1950 – Vasto, 3 febbraio 2014) è stato un politico italiano.
Dirigente nazionale del F.U.A.N. e dell'M.S.I., nel 1996 è stato eletto parlamentare alla Camera dei Deputati con Alleanza Nazionale.
Docente universitario di Psichiatria, ha ricoperto l'incarico di Presidente del Comitato Parlamentare per il Monitoraggio e la chiusura degli Ospedali psichiatrici.

## Biografia
Nato a Pisa, vi ha vissuto fino a 13 anni quando si è trasferito a Vasto. Ha frequentato l'Università di Bologna e quella di Chieti.
Dal 1991 al febbraio 2014 è Responsabile del Servizio di Psichiatria dell'Ospedale di Vasto. Oltre a ricoprire incarichi come docente presso scuole di specializzazione, è stato docente di Psichiatria Clinica al Corso di Laurea in Scienze Infermieristiche dell'Università di Chieti.
Dal 14 dicembre 2005 al 30 giugno 2006 è stato nominato Coordinatore Scientifico della Commissione Nazionale per la Salute Mentale del Ministero della Salute. 

### L'adesione al F.U.A.N. e l'attività nel M.S.I
Aderisce fin da giovane al M.S.I. della Sezione di Vasto. Nel 1968 dopo essersi trasferito a Bologna per gli studi universitari, diviene Segretario del F.U.A.N. di Bologna e di questo movimento ricopre la carica di Segretario Regionale del F.U.A.N. d'Abruzzo divenendone Dirigente Nazionale e membro dell'Esecutivo Nazionale.
Ricopre l'incarico di Segretario Regionale del M.S.I. in Abruzzo ricoprendo il ruolo di dirigente nazionale del M.S.I fino al suo scioglimento.
Nelle elezioni comunali di Vasto del 1993 viene eletto consigliere comunale in una lista civica di centro-destra, ricoprendo la carica di Capogruppo di maggioranza, anche nelle successive elezioni comunali del 1994 e del 1998.

### L'attività parlamentare
Alle elezioni politiche del 1996 viene candidato per il Polo per le Libertà nel collegio uninominale di Vasto, ottenendo 30.658 voti (48,3%) e risultando eletto. Durante la XIII Legislatura alla Camera dei Deputati si iscrisse così al gruppo parlamentare di Alleanza Nazionale.
Nello svolgimento dell'attività parlamentare ha presentato diversi progetti di legge. Tra di essi, una proposta di legge per introdurre la possibilità di disporre gli accertamenti ed i trattamenti sanitari obbligatori anche nei confronti dei tossicodipendenti; una proposta di legge per semplificare le procedure per i TSO prevedendo che possano avvenire anche in ambienti di lunga degenza; una legge per istituire un corso di laurea in servizio sociale; una proposta di legge per garantire ai detenuti la possibilità di mantenere i rapporti con il proprio partner, con la famiglia ed, in particolare, con i figli minori.
Dal 1996 al 2001 è stato Presidente del Comitato Parlamentare per il Monitoraggio e la chiusura degli Ospedali psichiatrici. Dal 12 aprile 2004 al 7 giugno 2005 viene nominato dalla Presidenza del Consiglio dei Ministri a capo del Dipartimento Nazionale per le Politiche contro la Droga. 

### L'attività di medico psichiatra
È stato Direttore del Dipartimento di Salute Mentale della ASL Lanciano - Vasto - Chieti e oggi la “U.O. di Psichiatria di Vasto” da lui diretta, dopo la sua morte, porta il suo nome - Dott. Nicola Carlesi - “A ricordo dell'illustre Psichiatra esempio e passione nella cura del disagio mentale”.